# Collaborome
 Denne artikel bør gennemlæses af en person med fagkendskab for at sikre den faglige korrekthed.

En collaborome (dansk kollaborom?) er et symbiotisk sammenhold i en bakteriegruppe bestående af flere forskellige arter. Biofilm med tre og fire bakteriearter er blevet undersøgt. En af resultaterne var at bakteriernes collaborome-symbiose voksede 300% mere biofilm, end hvis bakterierne lavede biofilm hver for sig, med samme resurseadgang. Kollaboromerne kan være en måde at beskytte "sig selv" og "sine" med bakterierne i biofilmen.